# 片马箭竹
片马箭竹（学名：Fargesia altocerea）为禾本科箭竹属下的一个种。

## 扩展阅读
- 維基物種上的相關：片马箭竹